# 니콘 D800
니콘 D800(Nikon D800)는 2012년 2월 출시된 니콘의 디지털 SLR 카메라이다. US $2999.95 에 발매되었다. 경쟁 기종으로는 캐논 EOS 5D Mark III가 있다.

## 성능
성능은 다음과 같다.
- ISO 100-6,400(확장감도 50-25,600)를 지원하는 3,630만 화소 풀프레임(35.9 mm × 24 mm) 센서
- 니콘 Expeed 3 이미지 프로세서
- 9만1천픽셀 RGB 메터링 센서
- 어드벤스드 Multi-CAM3500FX 오토 포커스 센서 (51포인트, 15 크로스)
- H.264/MPEG-4 AVC Expeed 비디오 프로세서
- 1080p Full HD 비디오 24/25/30 기록, 720p 비디오 24/25/30/50/60 기록,
- HDMI HD 비디오 아웃, 스테레오 모니터 헤드폰 아웃, 스테레오 인풋(3.5mm) 및 매뉴얼 사운드 레벨 컨트롤
- 최대 17 RAW 버퍼 및 56 JPEG 버퍼
- 빌트인 하이 다이나믹 레인지 이미징(HDRI)모드
- 'Active D-Lighting'으로 6셋팅 브라케팅 조정
- 팝업 플래시와 무선동조기 동시 사용 가능
- USB 3.0 연결
- 200,000회 셔터 수명
- 라이브 뷰 모드에서 위상차 검출 방식 및 콘트라스트 AF 사용 가능
- 듀얼 카드 슬롯, 1개의 콤팩트플래시 및 SD, SDHC, SDXC UHS-I 속도 지원
- 기존 D700과 비교되는 수준의 마그네슘 합금 방진 방습 지원
- Nikon GP-1 사용시 GPS 인터페이스 지원

## 평가
니콘 D800은 현재 DxO Labs/DxOMark 센서 벤치마킹 35mm 풀프레임부문에서 모든 부분에서 선두를 달리고 있다. 현재 해당 기종보다 화질이 좋은 기종은 페이즈 원의 IQ180 밖에 없다.

## D800E
D800E는 광학식 로우 패스 필터와 앤티에일리어싱필터를 제거함으로써 가장 날카로운 해상력을 구현하기 위해 만들어진 특수 모델이다. 니콘은 해당 기종의 무아레 현상 제거를 위해 자사의 Capture NX2 만을 사용하도록 제안하고 있다. 리뷰어들에 따르면, 무아레 현상을 제거하는 것은 소프트웨어만으로는 힘들며, 단지 화각과 조리개 수치로 처음부터 무아레 현상을 방지하는 것을 추천한다. 그런 의미에서 D800E는 광학적으로 발전했을지는 몰라도 사용상 어려움이 많은 기종으로 평가된다.

## 같이 보기
- 풀프레임 DSLR